# Songs by Don Gibson
| Recensione | Giudizio |
| ---------- | -------- |
| AllMusic   |          |

Songs by Don Gibson è un album del cantante e chitarrista country statunitense Don Gibson, pubblicato dalla Lion Records nell'agosto del 1958.

## Tracce

### LP
(1958, Lion Records, L-70069)
Lato A
Testi e musiche di Don Gibson, eccetto dove indicato.
1. Sweet Dreams – 2:28 – Registrato il 12 settembre 1955
2. I Must Forget You – 2:33 – Registrato il 12 settembre 1955
3. Run, Boy – 2:34 (Hy Heath) – Registrato il 12 settembre 1955
4. The Road of Life Alone – 2:35 (Fred Rose, Tommy Covington) – Registrato il 12 settembre 1955
5. Ah-Ha – 2:13 (R.P. O'Neil) – Registrato il 12 marzo 1956
6. It Happens Everytime – 2:25 (Melvin Endsley) – Registrato il 12 marzo 1956

Durata totale: 14:48
Lato B
Testi e musiche di Don Gibson, eccetto dove indicato.
1. I Ain't Gonna Waste My Time – 2:25 (Joseph Delton "J.D." Miller) – Registrato il 12 marzo 1956
2. I Ain't A-Studying You, Baby – 2:05 – Registrato il 12 marzo 1956
3. I'm Gonna Fool Everybody – 2:17 – Registrato il 30 luglio 1956
4. I Believed in You – 2:05 – Registrato il 30 luglio 1956
5. What a Fool I Was to Fall (For You) – 2:13 – Registrato il 30 luglio 1956
6. You're the Only One for Me – 2:21 – Registrato il 30 luglio 1956

Durata totale: 13:26

## Formazione
- Don Gibson – voce, chitarra
- Altri musicisti non accreditati

### Produzione
- Lester Kraves – foto copertina album originale